# Crimson Blue
Crimson Blue — московская рок-группа, исполняющая музыку в стиле ню-метал.

## История
Группа была основана в 2009 году Доминикой Хеллстром и Игги Гансом, по сей день составляющими идеологический мозг группы. В числе исполнителей, оказавших влияние на формирование стиля Crimson Blue участники называют классические прогрессив-рок и арт-рок группы Yes, Genesis, Gentle Giant, современных металлических исполнителей Korn и Tool, а также пост-рок коллективы Katatonia и Anathema. Название Crimson Blue музыканты выбрали, сочтя его «решительным и ультимативным».
В мае 2009 группа дала дебютный концерт в московском клубе «XO» и начала работу над демоальбомом Iceland, которая из-за постоянных смен состава затянулась на полтора года. Запись начинала распространяться через интернет только осенью 2010-го. Летом 2011 года Crimson Blue записали дебютный полноформатный альбом Innocence на московской студии Destroy The Humanity. Презентация альбома состоялась 8 января 2012 года. В апреле 2012 года группа подписала контракт с М2БА, диск Innocence был выпущен лейблами Molot Records / Irond Records.

## Дискография
- Iceland (2010)
- Innocence (2012)
- The Angelic Performance (2014)
- Темно (2017)